# Maison de l'Ardenne
La maison de l'Ardenne, aussi appelée maison Blairon, est un édifice situé dans la commune française de Charleville-Mézières, en Ardennes.

## Histoire
La maison a été construite en 1930.
Les façades et les toitures, le hall d'entrée avec son escalier à rampe en fer forgé, le salon du rez-de-chaussée avec son décor sont inscrits au titre des monuments historiques par arrêté du 6 février 1980. La salle de bains avec son décor au premier étage est classée au titre des monuments historiques par arrêté du 6 février 1980.

## Description
Les maitres d’œuvre sont Chifflot et Colle, l'architecte d’intérieur est Majorelle[précision nécessaire]. 